# Оберарглетчер
Обера́ргле́тчер (нем. Oberaargletscher; устар. Аарский ледник) — ледник в Бернских Альпах в кантоне Берн, Швейцария. Стекает в водохранилище Оберарзе, относясь таким образом к бассейну реки Аре.

## Факты
Оберарглетчер имеет длину 4 км (по состоянию на 2005 год) и площадь 5,82 км² (по состоянию на 1973 год).
Первые исследования этого и соседних ледников проводились Францем Хуги в 1827 году и Луи Агассисом в 1840 году В тот момент Оберарглетчер переходил в Унтерарглетчер, питая его. По состоянию на середину 2010-х годов разрыв между ними составляет несколько километров, в ущелье между ледниками построена плотина водохранилища Оберарзе.
В декабре 2001 года Оберарглетчер, наряду с Большим Алечским ледником, был включён ЮНЕСКО в список Всемирного наследия в составе региона Юнгфрау-Алеч-Бичхорн.